# Heliophanus sororius
Heliophanus sororius là một loài nhện trong họ Salticidae.
Loài này thuộc chi Heliophanus. Heliophanus sororius được Wanda Wesołowska miêu tả năm 2003.